# تودور هريستوف
تودور هريستوف (بالبلغارية: Тодор Христов) هو لاعب كرة قدم بلغاري في مركز الوسط، ولد في 25 سبتمبر 1987 في Popovo, Bulgaria ‏ في بلغاريا. لعب مع سبتمفري صوفيا وليفسكي صوفيا ونادي بيروي ستارا زاغورا ونادي فيكينغور ونادي لوكوموتيف صوفيا.

## وصلات خارجية
- تودور هريستوف على موقع قاعدة بيانات كرة القدم.إي يو (الإنجليزية)